# Iphiseius degenerans
Iphiseius degenerans är en spindeldjursart som först beskrevs av Berlese 1889.  Iphiseius degenerans ingår i släktet Iphiseius och familjen Phytoseiidae. Inga underarter finns listade i Catalogue of Life.